# Lola Sánchez
María Dolores Sánchez Caldentey (Valência, Comunidade Valenciana, Espanha, 17 de Março de 1978), mais conhecida como Lola Sánchez, é uma dos cinco eurodeputados que a formação Podemos obteve nas eleições europeias de Maio de 2014. Licenciada em Ciências Políticas, trabalhava como empregada de mesa no momento em que foi eleita eurodeputada.

## Vida pessoal
Lola Sánchez Caldentey nasceu em 1978 em Valência, ainda que se tenha criado em Cartagena (Múrcia). O seu pai é arquitecto e a sua mãe ama de casa. Tem uma irmã, Teresa. Estudou Ciências Políticas e da Administração na Universidad de Granada, obtendo a licenciatura em 2003. Após licenciar-se, conseguiu trabalho como professora interina de Formação Profissional na Região de Múrcia, ao mesmo tempo que preparava concursos, que concorreu por duas ocasiões, ainda que sem conseguir lugar. Este emprego durou até que começaram os cortes na educação causados pela crise económica espanhola. Após ficar desempregada teve empregos esporádicos como camareira ou comercial. Também montou um pequeno negócio em Cartagena, uma loja de artesanato, que tampouco deu os seus frutos. Segundo declarou, o fracasso foi fruto da crise e da subida do IVA decretada pelo governo de Mariano Rajoy passado pouco do início da legislatura. Ante a impossibilidade de conseguir um trabalho, Lola Sánchez decidiu emigrar tratando de ganhar a vida como professora de espanhol, para tal realizou diversos cursos de pós-graduação (UNED, Instituto Cervantes, Universidad de La Rioja...) para poder abordar a ensinança de um idioma. Esteve em Islândia, em Escócia e em Estados Unidos, porém a sua experiência no estrangeiro saldou-se também com um fracasso, devido à grande quantidade de espanhóis que haviam emigrado também com os mesmos planos de subsistência. Ao voltar a Espanha, encontrou emprego como empregada de mesa na localidade de La Manga del Mar Menor, Região de Múrcia.

## Trajectória política
A carreira política de Lola Sánchez foi pouco relevante antes de unir-se ao Podemos. Militou brevemente no PSOE durante a sua fase universitária (abandonou imediatamente o partido ao não se sentir cómoda com os seus mecanismos de participação interna). Uniu-se ao Movimiento 15M participando em concentrações e protestos, porém teve que abandonar as mobilizações devido à dificuldade para ganhar a vida. Em 2011 formou parte da candidatura por Múrcia de Escaños en Blanco.
Após a criação de Podemos em Março de 2014, foi uma das promotoras do Círculo Podemos de Cartagena e apresentou-se às primarias para eleger a candidatura do partido para as eleições europeias de Maio de esse ano. Contou para tal com o apoio de destacados dirigentes do novo partido como Juan Carlos Monedero e Pablo Iglesias. Sánchez ficou em sexto lugar nas primárias, porém quedou situada na quarta posição na lista definitiva, já que a formação segue uma fórmula de "cremallera paritaria" no que os integrantes das candidaturas se alternam por sexos. Podemos foi o novo partido com mais êxito das eleições, ao conseguir cinco lugares, assim que Lola Sánchez foi elegida eurodeputada. Após as eleições, seguiu trabalhando de camareira até à incorporação no seu posto.
Juntamente com o resto dos eurodeputados eleitos, Sánchez recebeu em 13 de Junho no Congresso as suas credenciais, para o qual elegeu a fórmula «sim, prometo esta Constituição como imperativo legal  como instrumento para devolver a soberania dos povos». Na sessão celebrada em 13 de Junho de 2014, a Junta Electoral Central acordou que a fórmula utilizada por Sánchez cumpria o requisito previsto no artigo 224.2 da Lei Orgânica de Regime Eleitoral Geral. Após a constituição do Parlamento Europeu, integrou-se, tal como os demais eurodeputados de Podemos, no Grupo Confederal da Esquerda Unitária Europeia / Esquerda Nórdica Verde.
Ademais de eurodeputada, Lola Sánchez forma parte da equipo que, liderado por Pablo Iglesias, preparou a assembleia constituinte de Podemos que se celebrou no Outono de 2014. A candidatura da equipa resultou vencedora na votação aberta que se celebrou nos dias 12 e 13 de Junho.